# Evanghelism
Evanghelism (în engleză:Evangelicalism) numit și creștinism evanghelic sau protestantism evanghelic,  este o mișcare interconfesională mondială din cadrul creștinismului protestant care afirmă importanța centrală a faptului de a fi „născut din nou”, în care un individ experimentează convertirea personală; autoritatea Bibliei ca revelație a lui Dumnezeu pentru umanitate; și răspândirea mesajului creștin⁠(en)[traduceți]. Cuvântul evanghelic provine din cuvântul grecesc (euangelion) pentru „vestea bună”.